# クアンタン
クアンタン (Kuantan) は、マレーシアのパハン州にある州都である｡

## 概要
マレー系住民が多数を占める｡人口の内訳はマレー系58%､中国系32%､インド系4%､その他6%となっている｡

## 交通
バス
- クアラ・ルンプール、ジョホール・バル、クアラ・トレンガヌなどから長距離バスがある。

海運
- クアンタン港がある。

## 観光
- チニレイク
- スルタン・アフマド・1世モスク
- スンガイレイビン（錫鉱山観光、サルタンの邸宅、旧日本軍の銀輪部隊記録）

## ショッピング
- 市のややはずれにショッピングモールが二つある。カルフールがテナントとして入っている。

## 姉妹都市
| - 欽州市, 中華人民共和国. |